# Sallum
Sallum az Izraeli Királyság uralkodója a Kr. e. 8. század közepén. 
Zakariás királyt megölette, a trónjára lépett, majd egy hónap uralkodás után a hadvezére, Menáhem őt ölte meg.

## Fordítás
- Ez a szócikk részben vagy egészben  a   Shallum of Israel című angol Wikipédia-szócikk fordításán alapul.  Az eredeti cikk szerkesztőit annak laptörténete sorolja fel. Ez a jelzés csupán a megfogalmazás eredetét és a szerzői jogokat jelzi, nem szolgál a cikkben szereplő információk forrásmegjelöléseként.